# NGC 1552
NGC 1552 is een spiraalvormig sterrenstelsel in het sterrenbeeld Eridanus. Het hemelobject werd op 1 januari 1786 ontdekt door de Duits-Britse astronoom William Herschel.

## Synoniemen
- PGC 14907
- UGC 3015
- MCG 0-12-7
- ZWG 393.5